# Sobrado (A Coruña)
Sobrado ist eine Gemeinde in der spanischen Provinz A Coruña der autonomen Gemeinschaft Galicien mit 1.754 Einwohner (Stand: 2024).
Hauptsehenswürdigkeit des Ortes ist das Kloster Sobrado.

## Bevölkerungsentwicklung der Gemeinde
Quelle: INE-Archiv – grafische Aufarbeitung für Wikipedia

## Gemeindegliederung
Die Gemeinde Sobrado ist in zehn Parroquias gegliedert:
| Parroquias | Patrozinium    | Einwohner 2024 | Fläche km² | Dichte Einw./km² | Höhe msnm | Ortskennzahl |
| ---------- | -------------- | -------------- | ---------- | ---------------- | --------- | ------------ |
| Carelle    | San Lourenzo   | 132            | 6,50       | 20               | 548       | 15080010000  |
| A Ciadella | Santa María    | 59             | 7,41       | 8                | 0         | 15080020000  |
| Codesoso   | San Miguel     | 182            | 11,04      | 16               | 564       | 15080030000  |
| Cumbraos   | San Xiao       | 224            | 14,03      | 16               | 544       | 15080040000  |
| Folgoso    | Santa Cristina | 86             | 6,36       | 14               | 466       | 15080050000  |
| Grixalba   | San Xiao       | 306            | 35,91      | 9                | 546       | 15080060000  |
| Nogueira   | San Xurxo      | 91             | 6,87       | 13               | 616       | 15080070000  |
| A Porta    | San Pedro      | 496            | 14,55      | 34               | 506       | 15080080000  |
| Pousada    | San Mamede     | 96             | 7,29       | 13               | 531       | 15080090000  |
| Roade      | Santo André    | 105            | 10,65      | 10               | 596       | 15080100000  |

## Wirtschaft
| Ackerbau, Viehzucht und Fischerei                                                  | 184 | 025,95 |
| Industrie                                                                          | 104 | 014,67 |
| Bauwirtschaft                                                                      | 046 | 06,49  |
| Dienstleistungsbetriebe                                                            | 375 | 052,89 |
| Total                                                                              | 709 | 100,00 |
| * Daten aus dem Statistischen Amt für Wirtschaftliche Entwicklung in Galicien, IGE |     |        |